# Rendement énergétique
Ne doit pas être confondu avec Efficacité énergétique.
Le rendement énergétique est le rapport entre l'efficacité réelle d'une machine (le travail utile qu'elle effectue) et l'efficacité théorique maximale qu'on peut attendre d'elle. 
Le rendement a toujours une valeur comprise entre 0 et 1 (ou 0 et 100 %), alors que l'efficacité énergétique en thermodynamique peut prendre n'importe quelle valeur positive suivant le système considéré.